# Chiesa di Santa Maria a Piazza (Aversa)
La chiesa di Santa Maria a Piazza è un luogo di culto cattolico di Aversa, in provincia di Caserta, sede vescovile della diocesi di Aversa.

## Esterno
La chiesa presenta una facciata in tufo a vista con tre portali di forma ogivale. Sulla destra, inglobata nella struttura, è la torre campanaria, rimasta incompiuta. Al tiburio della cupola sulla crociera, di forma ottagonale, sono appoggiate due semicupole dei lati del transetto e l'abside, più bassi. 

## Interno
L'interno è a tre navate. Gli spessi pilastri e le arcate a tutto sesto della navata centrale sono in tufo a vista, mentre le pareti sono intonacate e bianche. In alcuni punti si possono osservare pilastri che inglobano precedenti colonne che non hanno retto alle ingiurie del tempo. La copertura è in legno a capriate, non originale. L'interno prende luce oltre che dal rosone della facciata, anche da strette finestre ogivali del cleristorio. Le navate laterali sono in tufo a vista e divise in campate con volte a vela.
Una delle caratteristiche di questa chiesa è costituita dalla forma dei pennacchi o attacchi della cupola ottagonale sulla crociera quadrata. In questa chiesa essi sono in tufo e spiccano rispetto al bianco della volta. Anche le volte dei lati del transetto e dell'abside presentano la stessa soluzione architettonica, e sono di bellissimo effetto.

## Dipinti
Resti di pregevoli affreschi e tavole databili dal periodo giottesco fino al XVI secolo sono sulle pareti.